# Annoville
Annoville è un comune delegato del comune di Tourneville-sur-Mer, nel dipartimento della Manica nella regione della Normandia. In precedenza comune autonomo, il 1º gennaio 2023 è confluito insieme all'ex comune di Lingreville nel nuovo comune di Tourneville-sur-Mer.

## Società

### Evoluzione demografica
Abitanti censiti